# Copenhagen Business School
Copenhagen Business School, ook wel bekend als CBS, is een universiteit in Frederiksberg, Denemarken. CBS is in 1917 opgericht door de Deense stichting voor de vooruitgang van bedrijfsonderwijs en -onderzoek (FUHU). Toch duurde het tot 1920 dat accounting de eerste volledige opleiding van CBS werd. Tegenwoordig heeft CBS meer dan 20.000 studenten en biedt zij een groot scala aan bachelor- en masteropleidingen aan op het gebied van bedrijfskunde, meestal met een interdisciplinaire en internationale focus. De campus van CBS campus ligt in Frederiksberg, dicht bij het centrum van Kopenhagen, met als hoofdgebouw Solbjerg Plads (opgeleverd in 2000).

## Opleidingen
CBS biedt een groot aantal universitaire opleidingen aan op het gebied van bedrijfskunde, in zowel Deens als Engels. Deze opleidingen zijn op de volgende niveaus ingedeeld:
- Driejarige bachelor
- Tweejarige master
- Eenjarige MBA
- Driejarige PhD

Sinds september 2009 worden er twee opleidingen aangeboden door CBS die gericht zijn op hooggekwalificeerde studenten uit zowel Denemarken als het buitenland. Dit zijn de master in Advanced Economics and Finance en de master in International Law, Economics and Management (ILECMA), die beide worden aangeboden in samenwerking met de Universiteit van Kopenhagen.

### Uitwisselingsverdragen
CBS is het Deense lid van CEMS - Global Alliance in Management Education en tevens lid van Partnership in International Management (PIM). CBS biedt double degree opleidingen aan in samenwerking met andere hoog aangeschreven business schools. CBS heeft uitwisselingsverdragen met 390 universiteiten en business schools overal ter wereld, waarvan de helft in Europa. 43% van de CBS opleidingen wordt in het Engels aangeboden en CBS biedt daarnaast ongeveer 200 Engelstalige losse vakken aan.

## CBS Campus
CBS is voornamelijk gehuisvest in vier moderne gebouwen in Frederiksberg. Het hoofdgebouw, Solbjerg Plads, is geopend in 2000 en omvat 34.000 m2 studeer- en kantoorplekken. Het gebouw is ontworpen door Vilhelm Lauritzer en bestaat uit beton, glas, en gebouwen van diverse hoogten waarin onder andere collegezalen, kantoren, een kantine, bibliotheek, café en boekenwinkel.
Dalgas Have is het oudste gebouw dat momenteel in gebruik is. Het is geopend in 1989 en ontworpen door Henning Larsen. Het gebouw is eigendom van het Deense pensioenfonds voor ingenieurs en wordt geleased door CBS. Dalgas Have omvat 20.000 m2 aan klaslokalen, studieplekken en kantoorruimte, verdeeld over drie verdiepingen rondom een 175 meter lange arcade. In het middelpunt van het gebouw zit een kantine op twee verdiepingen, met daarboven een halfronde bibliotheek.
Kilen (De Wig) is geopend in 2006 en omvat 10.000 m2 aan klaslokalen, studieplekken en kantoorruimte. Het gebouw is ontworpen door de architecten Lundgaard en Tranberg. Kilen kent vier verdiepingen en is genoemd naar de ruimtelijke figuur wig. De buitenkant is bedekt met grote schermen van hout, glas of koper, die bijdraaien afhankelijk van de zon en het weer. Het gebouw is veel in de prijzen gevallen voor zijn architectuur en ontwerp, en heeft onder meer de RIBA European Award 2006 gewonnen.
Porcelænshaven is het vierde gebouw van de campus en wordt door CBS geleased van de Deense stichting voor de vooruitgang van bedrijfsonderwijs. Het gebouw is een voormalige porseleinsfabriek. De oude fabriekshal wordt gebruikt voor evenementen.
De gebouwen van CBS zijn kenmerkend voor de Scandinavische stijl en hebben van de gemeente Frederiksberg een prijs voor mooie gebouwen ontvangen in zowel 2006 als 2009. De vier genoemde hoofdgebouwen zijn op loopafstand van elkaar verwijderd en liggen aan drie opeenvolgende metrostations: Lindevang (Dalgas Have), Fasanvej (Kilen, Porcelænshaven) en Frederiksberg (Solbjerg Plads).

## Rectors
| Rector              | Jaren     |
| ------------------- | --------- |
| Per Holten-Andersen | 2012–Nu   |
| Alan Irwin          | 2011      |
| Johan Roos          | 2009-2011 |
| Finn Junge-Jensen   | 1987-2009 |
| Frode Slipsager     | 1979-1987 |
| Lauge Stetting      | 1978-1979 |
| Carl E. Sørensen    | 1975-1978 |
| Jan Kobbernagel     | 1963-1975 |
| Poul Winding        | 1957-1963 |
| Christen Møller     | 1938-1957 |
| Marius Vibæk        | 1917-1938 |

- Bibliothèque nationale de France: cb118855498 (data)
- Gemeinsame Normdatei: 1025701-9
- International Standard Name Identifier: 0000 0004 0417 0154
- Library of Congress Control Number: n79084107
- Nationale Bibliotheek van Tsjechië: kn20070913015
- Nationale Bibliotheek van Israël: 987007605438405171
- Système universitaire de documentation: 026647699
- Virtual International Authority File: 135651466